# Ола Джордан
Олександра «Ола» Джордан (уроджена Грабовська; (30 вересня 1982 , Насельськ, Мазовецьке воєводство ) — британсько-польська професійна бальна танцюристка та модель, учасниця британського телешоу Strictly Come Dancing (2006-2015).

## Танцювальна кар'єра
Джордан займається танцями з дванадцятирічного віку, коли її школа оголосила про створення танцювального клубу. До того, як танцювати з Джеймсом Джорданом, вона танцювала з Джоном Ловицьки в Польщі. У 1999 році вона виграла відкритий чемпіонат Польщі, а наступного року посіла 12-те місце на чемпіонаті світу.
Перший запис танцю Оли Грабовської та Джеймса Джордана в партнерстві відбувся на Відкритому чемпіонаті Нідерландів у 2000 році, хоча вони не стали професіоналами до 2003 року. Пара на деякий час знялася з участі, щоб викладати латиноамериканські танці в Гонконзі, хоча вони знову стали професіоналами в 2005 році, пропустивши змагання. У травні 2006 року пара зайняла друге місце в змаганнях Blackpool Professional Rising Stars Latin, а в листопаді вони посіли третє місце на чемпіонаті Британії з латиноамериканських танців серед професіоналів.

## Родина
Після перемоги в чемпіонаті у своїй рідній Польщі Джордан переїхала до Англії, де познайомилася з Джеймсом Джорданом. Вони одружилися 12 жовтня 2003 року і живуть поблизу Мейдстоуна в графстві Кент. У 2018 році вона стала суддею на шоу «Танці з зірками: Taniec z gwiazdami» у Польщі.

## Strictly Come Dancing

### Найвищі та найнижчі результати за танець
| Танцюй             | Партнер                           | Найвищий | Партнер             | Найнижчий |
| ------------------ | --------------------------------- | -------- | ------------------- | --------- |
| American Smooth    | Ешлі Тейлор Доусон                | 32       | Андрійський замок   | 17        |
| Аргентинське танго | Кріс Холлінз                      | 34       |                     |           |
| Ча Ча Ча           | Кріс Холлінз                      | 29       | Іван Томас          | 13        |
| Чарльстон          | Кріс Холлінз                      | 40       | Стів Бекшел         | 26        |
| Фокстрот           | Кріс Холлінз                      | 37       | Пол Деніелс         | 21        |
| Джайв              | Ешлі Тейлор Доусон                | 31       | Кріс Холлінз        | 22        |
| Пасо Добле         | Ешлі Тейлор Доусон                | 35       | Кенні Логан         | 21        |
| Квикстеп           | Ешлі Тейлор Доусон                | 35       | Кріс Холлінз        | 23        |
| Румба              | Ешлі Тейлор Доусон                | 35       | Пол Деніелс         | 16        |
| Сальса             | Ешлі Тейлор Доусон                | 35       | Сід Оуен            | 22        |
| самба              | Ешлі Тейлор Доусон і Кріс Холлінз | 31       | Кенні Логан         | 18        |
| Шоу-данс           | Кріс Холлінз                      | 37       |                     |           |
| Щось-атон          | Ешлі Тейлор Доусон                | 2        | Роббі Севідж        | 1         |
| танго              | Ешлі Тейлор Доусон                | 33       | Іван Томас Сід Оуен | 17        |
| Віденський вальс   | Ешлі Тейлор Доусон                | 31       | Андрійський замок   | 24        |
| вальс              | Ешлі Тейлор Доусон                | 35       | Кенні Логан         | 21        |

DJ Spoony — єдина знаменитість, яка не фігурує в цьому списку.
Джордан вперше з'явився на Strictly Come Dancing під час четвертої серії шоу в 2006 році, співпрацюючи з DJ Spoony . Вони вилетіли в третьому раунді, результат розчарував частину глядачів. У п'ятій серії вона танцювала з шотландським гравцем в регбі Кенні Логаном, а її чоловік Джеймс танцював з дружиною Кенні, телеведучою Габбі Логан . Кенні був виключений з шоу на дев'ятому тижні, а Габбі Логан була виключена раніше, на четвертому тижні. Джордан вибула з 6-ї серії на сьомому тижні змагань разом зі своїм партнером, ведучим GMTV, Ендрю Каслом .
У січні–лютому 2009 року Джордан танцювала з Кенні Логаном у турі Strictly Come Dancing Tour, а в 7-й серії вона стала партнером репортера Кріса Холлінза, дійшовши до фіналу й обігравши суперників Рікі Віттла та Наталі Лоу, щоб стати чемпіонами 2009 року. Їхнім призом став блискучий м'яч Strictly Come Dancing . Джордан і Холлінз стали ніжно відомі як «Команда Кола» серед глядачів і в шоу, а Кола була портманто «Кріс» та «Ола».
Джордан був партнером фокусника Пола Деніелса у восьмому сезоні шоу; вони були другою парою, за яку проголосували. У програмі Children in Need 2010 Джордан став партнером Гаррі Джадда з гурту McFly для одноразового спеціального шоу Strictly, яке танцювало пасодобль . Пара перемогла, обігравши Рошель Вайзман із The Saturdays та її партнера Ієна Вейта .
У дев'ятій серії шоу вона була партнером колишнього футболіста міжнародного Уельсу Роббі Севіджа . Вони були дев'ятою парою, яку проголосували 4 грудня 2011 року
У вересні 2012 року, під час десятої серії шоу, Джордан був партнером актора EastEnders Сіда Оуена . Пара припинила співпрацю на тиждень Хеллоуїна в жовтні 2012 року.
У одинадцятій серії у вересні 2013 року Джордан змагався з колишнім актором і співачкою Hollyoaks Ешлі Тейлор Доусон . Вони дійшли аж до 11-го тижня, перш ніж їх проголосували.
У вересні 2014 року для дванадцятої серії шоу Джордан співпрацював з експертом з дикої природи, ведучим популярного дитячого шоу «Deadly 60» та його допоміжних продуктів Стівом Бекшалом . Вони були вилучені на 9 тижні (22/23 листопада 2014 року). 7 жовтня 2014 року Джордан і Бекшел з'явилися на BBC Radio 1 Innuendo Bingo .
5 вересня 2015 року Strictly Come Dancing повідомили, що Джордан буде танцювати зі спортивним коментатором та олімпійським призером Іваном Томасом у майбутній тринадцятій серії . Вони були першою парою, яка покинула змагання 4 жовтня 2015 року. Незабаром після їх вибуття Джордан оголосила, що це буде її остання серія Strictly Come Dancing, оскільки вона не повернеться в наступній серії. Востаннє вона з'явилася, коли була представлена в груповому танці для фіналу серії 13.
|    | Знаменитий партнер | Місце | Середня оцінка |
| -- | ------------------ | ----- | -------------- |
| 4  | DJ Spoony          | 11-е  | 27.0           |
| 5  | Кенні Логан        | 5-е   | 24.0           |
| 6  | Андрійський замок  | 10-е  | 21.4           |
| 7  | Кріс Холлінз       | 1-е   | 31.0           |
| 8  | Пол Деніелс        | 13-е  | 17.5           |
| 9  | Роббі Севідж       | 6-е   | 27.2           |
| 10 | Сід Оуен           | 12-е  | 20.7           |
| 11 | Ешлі Тейлор Доусон | 6-е   | 32.5           |
| 12 | Стів Бекшел        | 8-е   | 26.7           |
| 13 | Іван Томас         | 15-е  | 15.0           |

### DJ Spoony
| Тиждень № | Танець / Пісня           | Оцінка суддів | Оцінка суддів | Оцінка суддів | Оцінка суддів | Оцінка суддів | Результат |
| Тиждень № | Танець / Пісня           | Хорвуд        | Філіпс        | Хороша людина | Тоніолі       | Всього        | Результат |
| 1         | Ча-Ча-Ча / " Поцілунок " | 5             | 7             | 8             | 7             | 27            | -         |
| 2         | Танго / «Tango D'Amour»  | 6             | 7             | 7             | 7             | 27            | Усунуто   |

### Кенні Логан
| Тиждень № | Танець / Пісня                                                             | Оцінка суддів | Оцінка суддів | Оцінка суддів | Оцінка суддів | Оцінка суддів | Результат    |
| Тиждень № | Танець / Пісня                                                             | Хорвуд        | Філіпс        | Хороша людина | Тоніолі       | Всього        | Результат    |
| 1         | Вальс / " Ти одинокий сьогодні ввечері "                                   | 4             | 5             | 6             | 6             | 21            | Два останніх |
| 3         | Танго / " Поклич мене "                                                    | 6             | 6             | 7             | 6             | 25            | -            |
| 4         | Самба / " Mujer Latina "                                                   | 3             | 4             | 6             | 5             | 18            | -            |
| 5         | Пасо Добле / " Візьми мене "                                               | 4             | 5             | 6             | 6             | 21            | -            |
| 6         | Віденський вальс / « Квітка Шотландії»                                     | 5             | 7             | 8             | 6             | 26            | -            |
| 7         | Ча-Ча-Ча / «Біллі Джин»                                                    | 4             | 5             | 7             | 6             | 22            | -            |
| 8         | American Smooth / " Як це солодко "                                        | 6             | 8             | 8             | 8             | 30            | -            |
| 9         | Фокстрот / " Вони не можуть цього відібрати у мене Румба / " Золоті поля " | 7 4           | 7 5           | 8 7           | 8 7           | 30 23         | -            |

### Андрей Кастле
| Тиждень № | Танець / Пісня                                 | Оцінка суддів | Оцінка суддів | Оцінка суддів | Оцінка суддів | Оцінка суддів | Результат |
| Тиждень № | Танець / Пісня                                 | Хорвуд        | Філіпс        | Хороша людина | Тоніолі       | Всього        | Результат |
| 1         | Ча-Ча-Ча / " Милосердя "                       | 4             | 6             | 7             | 6             | 23            | -         |
| 3         | Танго / " Хлопчик 20-го століття "             | 4             | 6             | 7             | 5             | 22            | -         |
| 5         | American Smooth / " Ти знаєш, що я не хороша " | 3             | 4             | 5             | 5             | 17            | -         |
| 6         | Віденський вальс / " Пісня Енні "              | 5             | 6             | 7             | 6             | 24            | -         |
| 7         | Самба / " Хіба це не смішно "                  | 4             | 5             | 7             | 5             | 21            | Усунуто   |

### Кріс Холлінз
| Week No. | Dance/Song                                     | Judges' score | Judges' score | Judges' score | Judges' score | Judges' score | Judges' score | Результат |
| Week No. | Dance/Song                                     | Horwood       | Bussell*      | Goodman       | Dixon         | Tonioli       | Total         | Результат |
| 1        | Tango / «Sharp Dressed Man»                    | 6             | –             | 7             | 7             | 6             | 26            | -         |
| 1        | Румба / «Don't Know Much»                      | 7             | –             | 8             | 7             | 8             | 30            | -         |
| 3        | Квікстеп / «Dancing Fool»                      | 5             | –             | 6             | 6             | 6             | 23            | -         |
| 4        | Salsa / «Micaela»                              | 5             | –             | 6             | 7             | 7             | 25            | -         |
| 5        | Jive / «Roll Over Beethoven»                   | 5             | –             | 6             | 6             | 5             | 22            | -         |
| 6        | American Smooth / «Jimmy Mack»                 | 7             | –             | 7             | 7             | 7             | 28            | -         |
| 7        | Cha-Cha-Cha / «Shake Your Groove Thing»        | 7             | –             | 8             | 7             | 7             | 29            | -         |
| 8        | Фокстрот / «I Could Have Danced All Night»     | 8             | –             | 9             | 9             | 8             | 34            | -         |
| 9        | Пасодобль / «I Believe in a Thing Called Love» | 6             | –             | 8             | 9             | 7             | 30            | -         |
| 10       | Віденський вальс / «A New Day Has Come»        | 7             | –             | 8             | 7             | 7             | 29            | -         |
| 11       | Charleston / «Fat Sam's Grandslam»             | 8             | –             | 8             | 9             | 9             | 34            | -         |
| 12       | Waltz / «At This Moment»                       | 8             | 8             | 8             | 9             | 8             | 41            | -         |
| 12       | Самба / «Cuba»                                 | 8             | 8             | 8             | 8             | 7             | 39            | -         |
| 13       | Румба / «Total Eclipse of the Heart»           | 7             | 7             | 8             | 8             | 8             | 38            | -         |
| 13       | Argentine Tango / «Bust Your Windows»          | 8             | 8             | 9             | 9             | 8             | 42            | -         |
| 14       | Фокстрот / «I Could Have Danced All Night»     | 9             | 9             | 9             | 10            | 9             | 46            | Winners   |
| 14       | Лінді-хоп / «Sing Sing Sing»                   | 8             | 9             | 9             | 9             | 9             | 44            | Winners   |
| 14       | Чарльстон / «Fat Sam's Grandslam»              | 10            | 10            | 10            | 10            | 10            | 50            | Winners   |
| 14       | Showdance / «Do You Love Me»                   | 9             | 9             | 9             | 10            | 9             | 46            | Winners   |

- Дарсі Басселл приєдналася до журі протягом останніх трьох тижнів шоу.

### Пол Деніелс
| Тиждень № | Танець / Пісня                       | Оцінка суддів | Оцінка суддів | Оцінка суддів | Оцінка суддів | Оцінка суддів | Результат |
| Тиждень № | Танець / Пісня                       | Хорвуд        | Хороша людина | Діксон        | Тоніолі       | Всього        | Результат |
| 1         | Ча-Ча-Ча / " Чи може це бути магія " | 2             | 5             | 5             | 4             | 16            | Н/Д       |
| 2         | Фокстрот / «Леді Удача»              | 4             | 6             | 6             | 5             | 21            | -         |
| 3         | Румба / " Поклонись "                | 2             | 5             | 5             | 4             | 16            | Усунуто   |

### Роббі Севідж
| Тиждень № | Танець / Пісня                                                   | Оцінка суддів | Оцінка суддів | Оцінка суддів | Оцінка суддів | Оцінка суддів | Результат |
| Тиждень № | Танець / Пісня                                                   | Хорвуд        | Хороша людина | Діксон        | Тоніолі       | Всього        | Результат |
| 1         | Ча-Ча-Ча / " Погані хлопці "                                     | 2             | 6             | 6             | 5             | 19            | -         |
| 2         | Фокстрот / " Хіба це не удар по голові? "                        | 7             | 8             | 7             | 7             | 29            | -         |
| 3         | Танго / " Дай мені! Дай мені! Дай мені! (Людина після півночі) " | 7             | 7             | 8             | 8             | 30            | -         |
| 4         | Джайв / " Людина кохання "                                       | 5             | 8             | 7             | 7             | 27            | -         |
| 5         | Пасодобль / " Погано "                                           | 4             | 7             | 8             | 7             | 26            | -         |
| 6         | Вальс / " Кохання більше немає "                                 | 6             | 8             | 8             | 7             | 29            | -         |
| 7         | American Smooth / " Sway "                                       | 7             | 8             | 8             | 8             | 31            | -         |
| 8         | Сальса / " Дозволь мені розважити тебе "                         | 5             | 7             | 7             | 7             | 26            | -         |
| 9         | Самба / " Ти сексуальна річ "                                    | 5             | 7             | 7             | 6             | 25            | -         |
| 10        | Квікстеп / " Маленька зелена сумка "                             | 7             | 7             | 8             | 8             | 30            | Усунуто   |

### Сід Оуен
| Тиждень № | Танець / Пісня                      | Оцінка суддів | Оцінка суддів | Оцінка суддів | Оцінка суддів | Оцінка суддів | Результат |
| Тиждень № | Танець / Пісня                      | Хорвуд        | Bussell       | Хороша людина | Тоніолі       | Всього        | Результат |
| 1         | Вальс / " Я не здамся "             | 6             | 6             | 7             | 7             | 26            | -         |
| 2         | Сальса / " Стегна не брешуть "      | 6             | 6             | 5             | 5             | 22            | -         |
| 3         | Танго / " Тут я знову "             | 4             | 4             | 5             | 4             | 17            | -         |
| 4         | Ча-ча-ча / "Мисливці за привидами " | 2             | 5             | 5             | 5             | 17            | Усунуто   |

### Ешлі Тейлор Доусон
| Тиждень № | Танець / Пісня                                | Оцінка суддів | Оцінка суддів | Оцінка суддів | Оцінка суддів | Оцінка суддів | Результат  |
| Тиждень № | Танець / Пісня                                | Хорвуд        | Bussell       | Хороша людина | Тоніолі       | Всього        | Результат  |
| 1         | Ча-ча-ча / " Що робить тебе красивою "        | 5             | 6             | 7             | 7             | 25            | -          |
| 2         | American Smooth / " За морем "                | 7             | 9             | 8             | 8             | 32            | -          |
| 3         | Самба / " Любов у повітрі "                   | 8             | 8             | 7             | 8             | 31            | -          |
| 4         | Віденський вальс / " Ангел "                  | 7             | 8             | 8             | 8             | 31            | -          |
| 5         | Джайв / " Джонні Б. Гуд "                     | 7             | 8             | 8             | 8             | 31            | -          |
| 6         | Танго / " Прекрасний монстр "                 | 8             | 9             | 8             | 8             | 33            | -          |
| 7         | Квікстеп / " Ти будеш моєю дівчиною "         | 8             | 9             | 9             | 9             | 35            | -          |
| 8         | Пасо Добле / " Ви даєте коханню погане ім'я " | 8             | 9             | 9             | 9             | 35            | -          |
| 9         | Вальс / " Я завжди буду любити тебе "         | 8             | 9             | 9             | 9             | 35            | -          |
| 10        | Румба / " Цілий новий світ "                  | 8             | 9             | 9             | 9             | 35            | Два нижніх |
| 11        | Сальса / " Конга "                            | 8             | 9             | 9             | 9             | 35            | Усунуто    |

### Стів Бекшел
| Тиждень № | Танець / Пісня                             | Оцінка суддів | Оцінка суддів | Оцінка суддів | Оцінка суддів | Оцінка суддів | Оцінка суддів | Результат |
| Тиждень № | Танець / Пісня                             | Хорвуд        | Bussell       | Осмонд*       | Хороша людина | Тоніолі       | Всього        | Результат |
| 1         | Танго / " Народжений бути диким "          | 6             | 6             | -             | 7             | 7             | 26            | -         |
| 2         | Ча-ча-ча / " Скарб "                       | 3             | 6             | -             | 6             | 6             | 21            | -         |
| 3         | Квікстеп / " Я хочу бути таким, як ти "    | 6             | 7             | 6             | 7             | 8             | 34            | -         |
| 4         | Сальса / " Стрибок у ряд (Shake, Senora) " | 6             | 7             | -             | 7             | 7             | 27            | -         |
| 5         | Вальс / " Цікаво, чому "                   | 7             | 8             | -             | 7             | 8             | 30            | -         |
| 6         | Чарльстон / " Dem Bones "                  | 5             | 7             | -             | 7             | 7             | 26            | -         |
| 7         | Пасодобль / " Використовуйте когось "      | 6             | 8             | -             | 7             | 7             | 28            | -         |
| 8         | American Smooth / " Rolling in the Deep "  | 7             | 8             | -             | 8             | 8             | 31            | -         |
| 9         | Джайв / " Маленька гарненька "             | 4             | 7             | -             | 6             | 6             | 23            | Усунуто   |

- Донні Осмонд приєднався до журі Тижня кіно на третьому тижні.

### Іван Томас
| Тиждень № | Танець / Пісня                        | Оцінка суддів | Оцінка суддів | Оцінка суддів | Оцінка суддів | Оцінка суддів | Результат |
| Тиждень № | Танець / Пісня                        | Хорвуд        | Bussell       | Хороша людина | Тоніолі       | Всього        | Результат |
| 1         | Танго / " Продовжуйте бігти "         | 3             | 5             | 5             | 4             | 17            | Жодного   |
| 2         | Ча-ча-ча / " Сексуальна і я це знаю " | 2             | 4             | 4             | 3             | 13            | Усунуто   |

## Інші виступи на телебаченні
Ола та Джеймс Джордан взяли участь у знаменитій версії телевізійної програми Total Wipeout, яка вийшла в ефір 26 грудня 2009 року. Вона та головний суддя Strictly Come Dancing Лен Гудман з'явилися як команда в програмі BBC Bargain Hunt у 2010 році на користь апеляції Children in Need . Ола та Джеймс Джордан також брали участь у складі журі телешоу " Танці на колесах " у 2010 році, а пара також з'явилася на All Star Mr &amp; Mrs у 2013 році, де вони виграли шоу. У вересні 2015 року Ола і Джеймс з'явилися в епізоді " Крізь замкову щілину " як власники будинків знаменитостей.
У грудні 2014 року Джордан був оголошений одним із знаменитостей у серіалі Channel 4 The Jump, телевізійному шоу, яке вимагає від знаменитостей брати участь у таких змаганнях, як скелетон, стрибки з трампліна, бобслей, слалом і лижний крос. Під час тренувань у серії Джордан впав під час тренувальної пробіжки. Отримана травма змусила Джордан відмовитися від The Jump і не дозволила їй взяти участь у фіналі серії 12 Strictly Come Dancing. Внаслідок падіння Джордан отримав розрив зв'язок у коліні, внаслідок чого йому довелось перенести операцію.
У листопаді 2016 року вона взяла участь у шістнадцятій серії I'm a Celebrity… Забери мене звідси!. Вона стала третьою знаменитістю, яка покинула шоу.
У лютому 2018 року польська телекомпанія Polsat оголосила, що Джордан замінить Беату Тишкевич на посаді судді «Танці з зірками: Taniec z gwiazdami» (польська версія Strictly Come Dancing).
У 2019 році вона з'явилася в четвертій серії Celebrity Coach Trip разом з чоловіком Джеймсом.